# La Balme-les-Grottes
La Balme-les-Grottes és un municipi francès situat al departament de la Isèra i a la regió d'Alvèrnia-Roine-Alps. L'any 2007 tenia 887 habitants.

## Demografia

### Població
El 2007 la població de fet de La Balme-les-Grottes era de 887 persones. Hi havia 335 famílies de les quals 78 eren unipersonals (52 homes vivint sols i 26 dones vivint soles), 105 parelles sense fills, 148 parelles amb fills i 4 famílies monoparentals amb fills.
La població ha evolucionat segons el següent gràfic:
Habitants censats

### Habitatges
El 2007 hi havia 456 habitatges, 348 eren l'habitatge principal de la família, 62 eren segones residències i 47 estaven desocupats. 378 eren cases i 53 eren apartaments. Dels 348 habitatges principals, 265 estaven ocupats pels seus propietaris, 72 estaven llogats i ocupats pels llogaters i 11 estaven cedits a títol gratuït; 1 tenia una cambra, 22 en tenien dues, 56 en tenien tres, 90 en tenien quatre i 179 en tenien cinc o més. 265 habitatges disposaven pel capbaix d'una plaça de pàrquing. A 133 habitatges hi havia un automòbil i a 193 n'hi havia dos o més.

### Piràmide de població
La piràmide de població per edats i sexe el 2009 era:
| Homes | Edats   | Dones |
| ----- | ------- | ----- |
| 0     | 95 o +  | 0     |
| 4     | 90 a 94 | 0     |
| 0     | 85 a 89 | 8     |
| 0     | 80 a 84 | 8     |
| 12    | 75 a 79 | 16    |
| 8     | 70 a 74 | 8     |
| 16    | 65 a 69 | 16    |
| 12    | 60 a 64 | 24    |
| 32    | 55 a 59 | 12    |
| 12    | 50 a 54 | 20    |
| 16    | 45 a 49 | 24    |
| 32    | 40 a 44 | 36    |
| 12    | 35 a 39 | 28    |
| 44    | 30 a 34 | 36    |
| 20    | 25 a 29 | 16    |
| 16    | 20 a 24 | 0     |
| 20    | 15 a 19 | 32    |
| 20    | 10 a 14 | 28    |
| 24    | 5 a 9   | 8     |
| 36    | 0 a 4   | 28    |

## Economia
El 2007 la població en edat de treballar era de 567 persones, 452 eren actives i 115 eren inactives. De les 452 persones actives 412 estaven ocupades (233 homes i 179 dones) i 40 estaven aturades (11 homes i 29 dones). De les 115 persones inactives 49 estaven jubilades, 29 estaven estudiant i 37 estaven classificades com a «altres inactius».

### Ingressos
El 2009 a La Balme-les-Grottes hi havia 313 unitats fiscals que integraven 805 persones, la mediana anual d'ingressos fiscals per persona era de 19.739 €.

### Activitats econòmiques
Dels 29 establiments que hi havia el 2007, 2 eren d'empreses alimentàries, 2 d'empreses de fabricació de material elèctric, 5 d'empreses de fabricació d'altres productes industrials, 4 d'empreses de construcció, 5 d'empreses de comerç i reparació d'automòbils, 2 d'empreses de transport, 5 d'empreses d'hostatgeria i restauració, 1 d'una empresa financera, 1 d'una empresa immobiliària, 1 d'una empresa de serveis i 1 d'una empresa classificada com a «altres activitats de serveis».
Dels 10 establiments de servei als particulars que hi havia el 2009, 1 era una oficina de correu, 2 tallers de reparació d'automòbils i de material agrícola, 1 lampisteria, 2 electricistes, 1 perruqueria i 3 restaurants.
Dels 3 establiments comercials que hi havia el 2009, 2 eren fleques i 1 una carnisseria.
L'any 2000 a La Balme-les-Grottes hi havia 8 explotacions agrícoles.

## Equipaments sanitaris i escolars
El 2009 hi havia una escola elemental integrada dins d'un grup escolar amb les comunes properes formant una escola dispersa.

## Poblacions més properes
El següent diagrama mostra les poblacions més properes.